# Parasenecio monanthus
Parasenecio monanthus là một loài thực vật có hoa trong họ Cúc. Loài này được (Diels) C.I Peng & S.W.Chung mô tả khoa học đầu tiên năm 1998.